# Wielka Synagoga w Drohobyczu
Wielka Synagoga albo Synagoga Chóralna (ukr. Велика синагога) – synagoga w Drohobyczu na Ukrainie. Znajduje się na północny wschód od drohobyckiego Rynku, przy ulicy Filipa Orlika. Jest największą synagogą Zachodniej Ukrainy i jedną z największych w Europie Środkowo-Wschodniej.
Synagoga została zbudowana w latach 1842–1865 w miejscu, gdzie stała wcześniej znacznie mniej okazała drewniana bożnica, która spłonęła w pożarze w 1713. Do 1918 r. pełniła funkcję głównej synagogi na teren austro-węgierskiej Galicji. Podczas II wojny światowej, po wkroczeniu wojsk niemieckich do miasta, synagoga została zdewastowana i przeznaczona na magazyn soli. Po zakończeniu wojny mieścił się w niej sklep meblowy. Przez dziesięciolecia obiekt ulegał systematycznej degradacji i nie był remontowany.
Na początku lat 90. XX w. synagoga została zwrócona lokalnej gminie żydowskiej, która znalazła sponsorów na prace związane ze wzmocnieniem ścian budynku. W listopadzie 2013 rozpoczęto gruntowny remont budynku, który zakończono latem 2018  . Jeszcze w trakcie remontu odbyło się tu pożegnanie słynnego skrzypka i śpiewaka, Alfreda Schreyera (1922-2015). Po otwarciu obiektu w synagodze umieszczona została wystawa posterowa, przedstawiająca rozmaite wątki dotyczące drohobyckich Żydów. Wyeksponowano na niej również listę, zawierającą ponad 130 nazwisk mieszkańców Drohobycza i sąsiedniego Borysławia, Polaków i Ukraińców, uhonorowanych tytułem „Sprawiedliwy wśród Narodów Świata”.
Zewnętrzna forma budowli nawiązuje do popularnego stylu arkadowego (niem. Rundbogenstil). Wejście, usytuowane w osi trzykondygnacyjnej fasady obramowane jest masywnymi pilastrami, połączonymi ozdobnym szczytem. Główna sala modlitewna mężczyzn, na rzucie kwadratu, jest dziewięcioprzęsłowa, podobnie jak w niektórych synagogach z początku XVII wieku. Obszerne wnętrze mieści centralnie usytuowaną, pieczołowicie odnowioną bimę oraz ustawiony przy południowo-wschodniej ścianie aron ha-kodesz (szafę ołtarzową do przechowywania zwojów Tory).

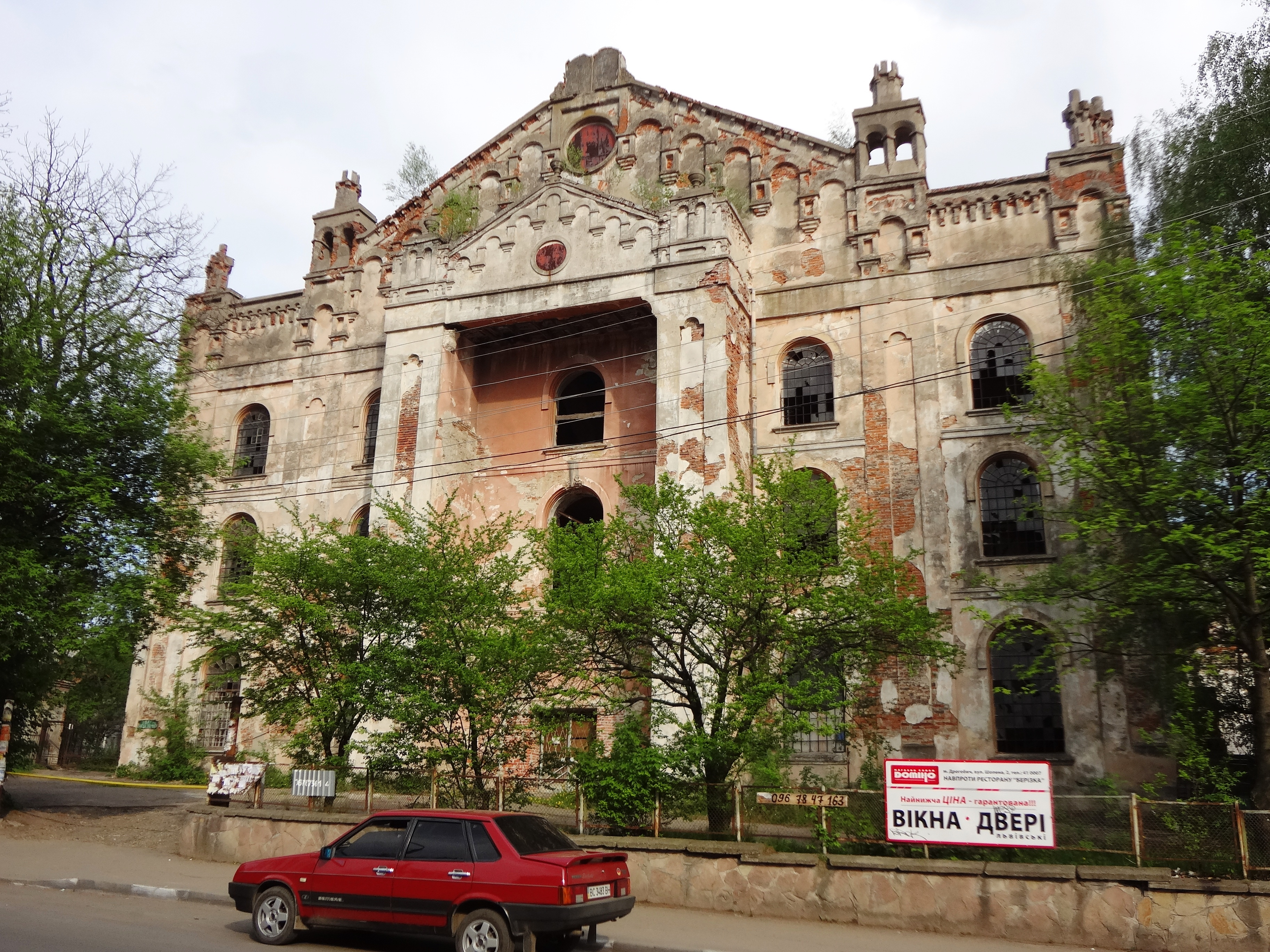
Synagoga przed remontem (2012)
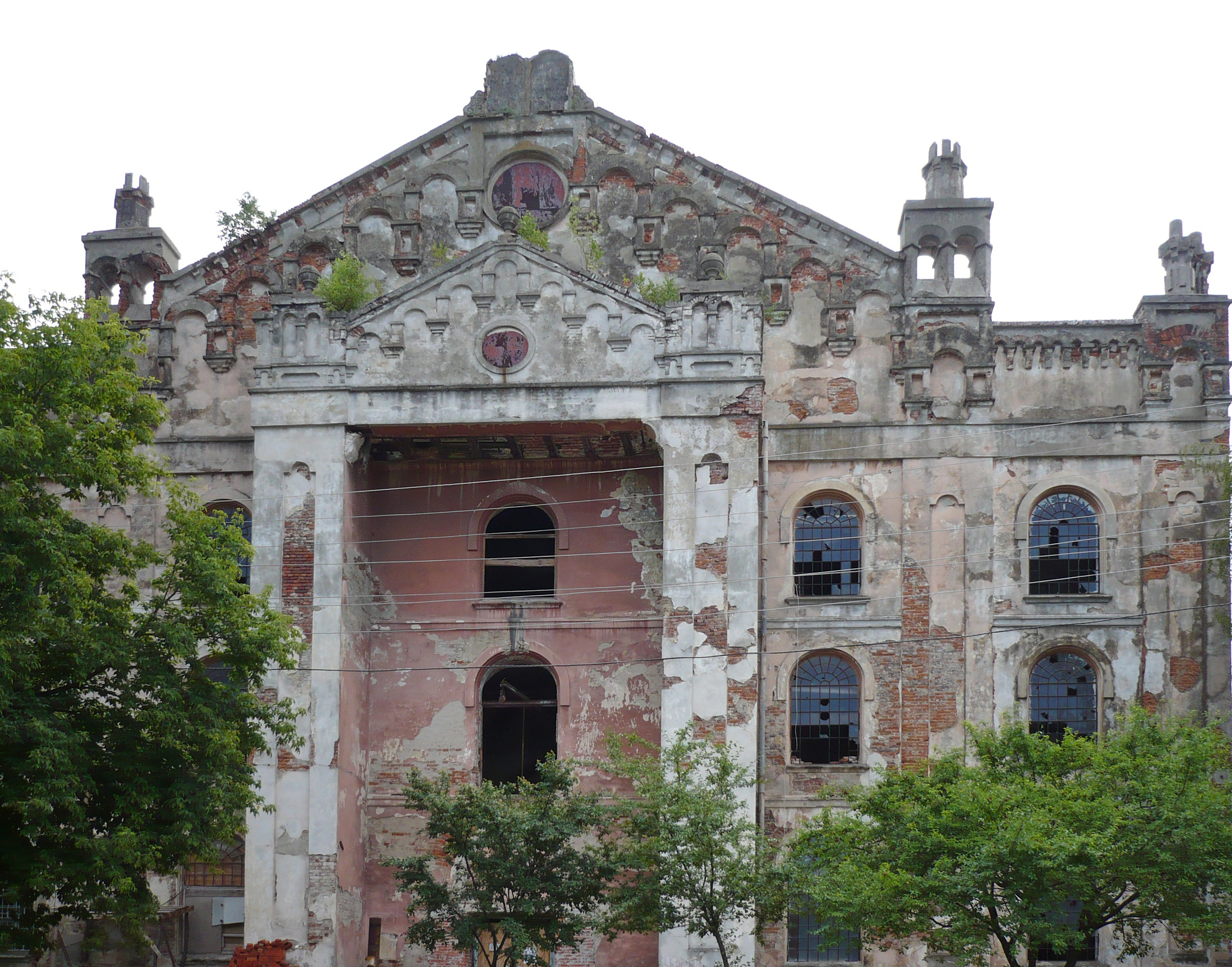
Wielka Synagoga
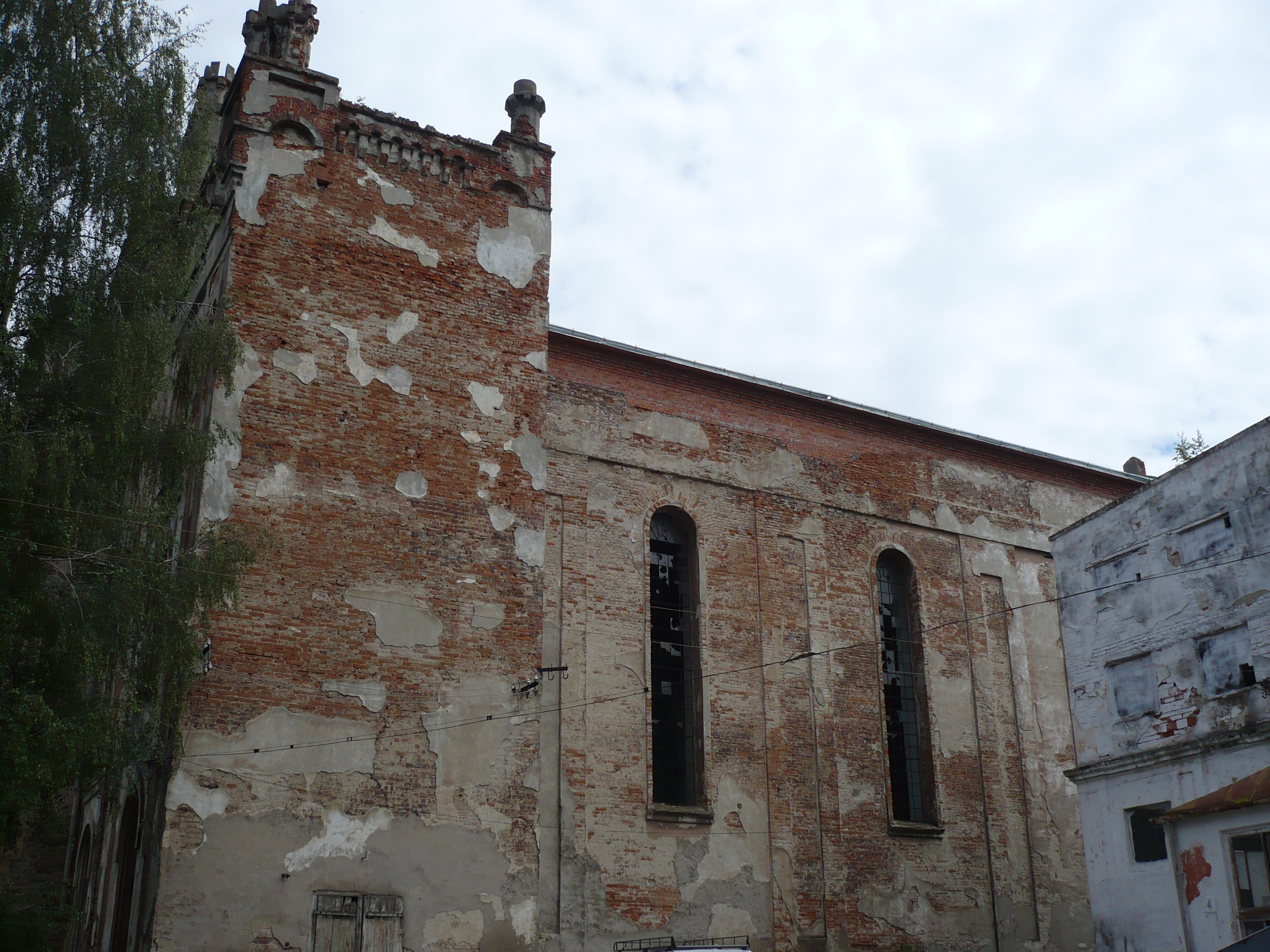
Wielka Synagoga
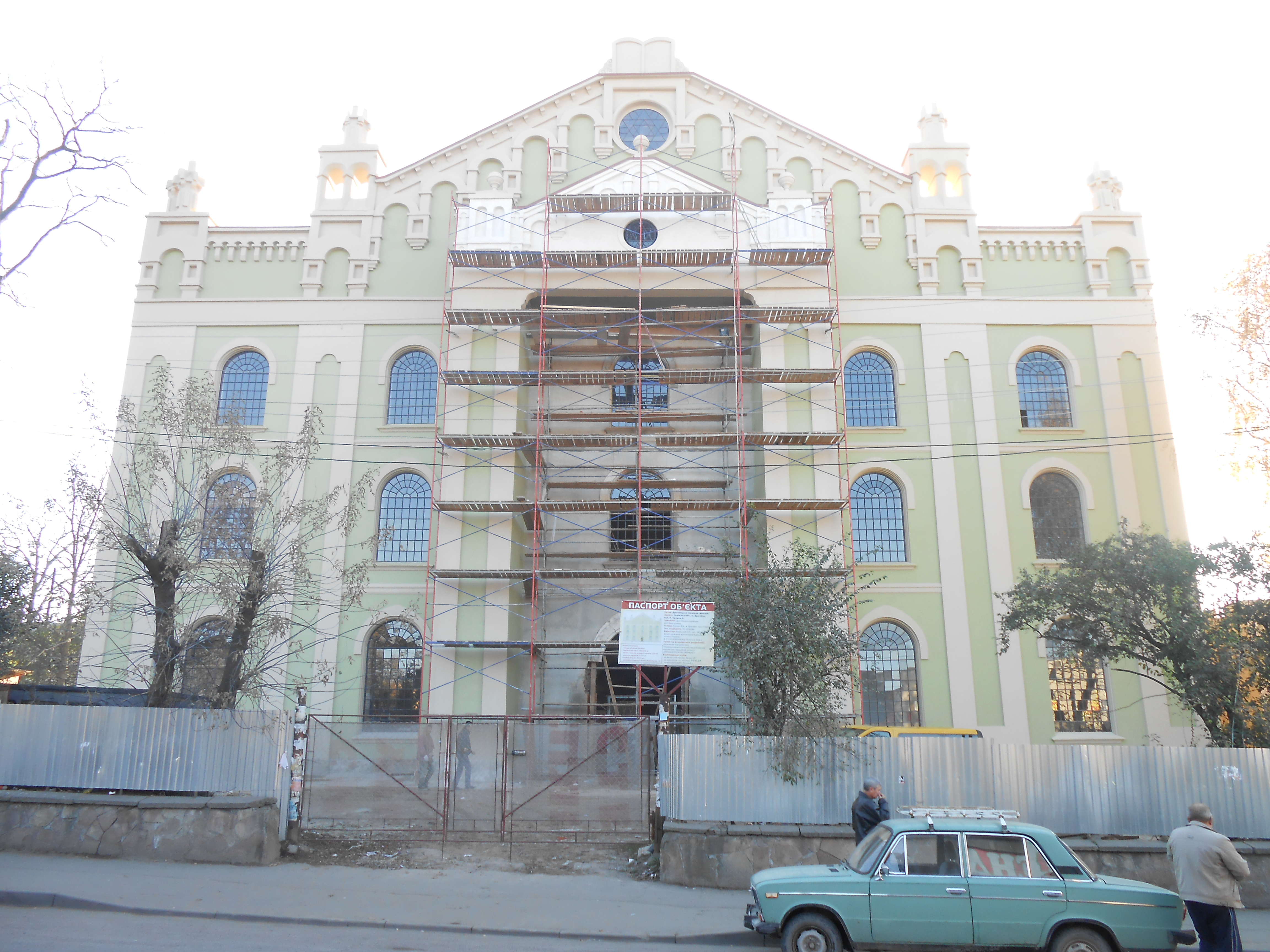
Wielka Synagoga
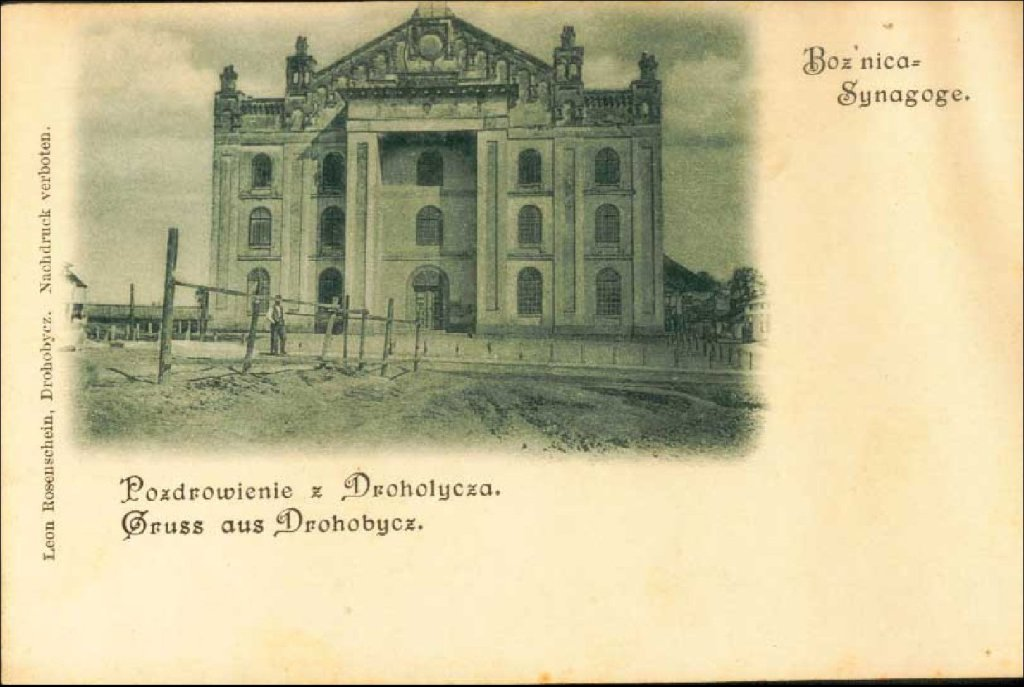
Wielka Synagoga (1900)